# Цоцхнара
Цоцхнара (груз. ცოცხნარა) — село в Грузии. Находится в Хашурском муниципалитете края Шида-Картли. Высота над уровнем моря составляет 800 метров. Население — 294 человек (2014).